# Михайличенко, Олег Владимирович
Михайличенко Олег Владимирович (род. 8 мая 1952, Сумы) — украинский педагог, методист, доктор педагогических наук, профессор. Один из основателей современной теории музыкальной педагогики и методики преподавания общественных дисциплин.

## Биография
В 1967 г. окончил Сумскую восьмилетнюю школу № 20, в 1969 г. — Сумскую среднюю школу № 1. С 1970 по 1972 служил в рядах вооруженных сил. С 1972 по 1975 работал учителем музыки и истории мировой художественной культуры в средних школах г. Сумы, параллельно учился в Сумском музыкальном училище им. Д.Бортнянского, а с 1975 по 1980 в Харьковском институте искусств им. И. П. Котляревского в классе выдающегося украинского хорового дирижёра, Народного артиста Украины В. С. Палкина.
Окончил исторический факультет Харьковского национального педагогического университета им. Г.Сковороды.
С 1983 по 1985 учился в аспирантуре философского факультета Киевского национального университета им. Т. Г. Шевченко. Кандидатскую диссертацию «Совершенствование эстетического воспитания подростков средствами искусства» защитил досрочно в 1985 г., докторскую диссертацию «Музыкально-эстетическое воспитание детей и молодёжи на Украине во второй половине ХІХ — начале ХХ ст.» защитил в 2007 г.
Звание профессора методики преподавания общественных дисциплин присвоено в 2008 г.

## Научно-педагогическая деятельность
С 1980 по 1983 — преподаватель кафедры музыкального воспитания Сумского педуниверситета им. А. С. Макаренко.
С 1983 по 1985 — аспирант философского факультета Киевского Государственного университета им. Т.Шевченко.
С 1985 по 2003 — преподаватель, старший преподаватель, доцент кафедры педагогики и психологии Киевского национального лингвистического университета.
С 2003 по 2010 — декан исторического факультета Сумского государственного педагогического университета им. А. С. Макаренко.
С 2010 — профессор, заведующий кафедрой методики обучения общественным дисциплинам.
С 2015 — заведующий кафедрой всемирной истории и методики обучения общественным дисциплинам Сумского государственного педагогического университета им. А. С. Макаренко.
С 2018 — заведующий кафедрой всемирной истории, международных отношений и методики обучения историческим дисциплинам.
Руководитель коллективной научно-исследовательской темы «Совершенствование преподавания социально-политических дисциплин в общеобразовательной и высшей школе».
С 1996 г. — заместитель главного редактора профильного сборника научных работ по педагогическим наукам ВАК Украины «Теоретические вопросы культуры, образования и воспитания» Киевского национального лингвистического университета, главный редактор всеукраинского научно-педагогического журнала «Теория и методика обучения общественным и гуманитарным дисциплинам».
Автор больше 100 научных работ в отрасли теории и истории педагогики, культурологии, искусствоведения.
Имеет награды: Благодарность Кабинета министров Украины (2009), Почетная грамота Министерства образования и науки Украины (2006 р.), Нагрудный знак МОН Украины «Відмінник освіти України»(2009 р.), Нагрудный знак МОН Украини «Антон Макаренко» (2008 р.), Почетная грамота Национальной академии педагогическихних наук Украины (2009), Нагрудный знак Сумского городского Совета «60 років визволення м. Суми від фашистських загарбників»(2008 р.), Почетная Грамота Сумского городского Головы (2011).
Михайличенко О.В. является редактором почти 100 коллективных монографий, которые изданы в Европе на шести европейских языках - английская, немецкая, французская, итальянская, испаская и др. языках, которые есть в продаже в международном издательскойм магазине "Morebooks.shop" - ShopUi (morebooks.shop) Mykhailychenko. 
Монографии:
1. Михайличенко О. В. Музично-естетичне виховання дітей та молоді в Україні (друга половина ХІХ — початок ХХ ст.): Монографія. — К.: Видавничий центр КДЛУ, 2000. — 340 с.
2. Михайличенко О. В. Педагогічні аспекти розвитку української музичної культури другої половини ХІХ — початку ХХ ст.: Монографія. — Суми, «Мрія-1», 2005. — 292 с.
3. Михайличенко О. В. Музично-естетичне виховання дітей та молоді в Україні (ретроспективно-теоретичний аспект): Монографія. — вид. 2-ге, перероб. і доповнене. — Суми: вид-во «Козацький вал», 2007. — 356 с.
4. Михайличенко О. В. Мистецька освіта в Україні / Художественное образование на Украине: теорія та практика / О. П. Рудницька [та ін.]; заг. ред. О. В. Михайличенко, редактор Г. Ю.Ніколаї. — Суми: СумДПУ ім. А. С. Макаренка, 2010. — 255 с.
5. Михайличенко О. В. Суспільно-політичні та гуманітарні науки: теорія, історія та методика навчання: Монографія [Текст з іл.] / О. В. Михайличенко — Суми: СумДПУ, 2011. — 341 с.
6. Михайличенко О. В. Актуальные проблемы организации обучения в высшей и средней школе — история, теория, практика: монография / общая редакция проф. Михайличенко О. В. — Саарбрюккен / Германия: LAP LAMBERT Academic Publishing, 2018. — 294 с.
7. Михайличенко О. В. Проблемы современной дидактики в высшей и средней школе: Монография / Общая редакция проф. Михайличенко О. В. — Саарбрюккен / Германия: LAP LAMBERT Academic Publishing, 2017. — 218 с.
8. Михайличенко О. В. Актуальные вопросы современного искусствознания: монография / Общая редакция проф. Михайличенко О. В. Саарбрюккен / Германия: LAP LAMBERT Academic Publishing, 2019. 210 c.
9. Михайличенко О. В. Управление высшим и средним образованием: монография / Общая редакция проф. Михайличенко О. В. Саарбрюккен / Германия: LAP LAMBERT Academic Publishing, 2019. — 277 c.
10. Михайличенко О. В. Актуальные вопросы высшего гуманитарного и художественного образования: История, теория, практика. Монография под ред. проф. Oleh Mikhailychenko / monograph edited by prof. Oleh Mikhailychenko. Бо Базен / Германия. AV Akademikerverlag. 2021. 233р.

Учебные пособия, книги и брошюры:
1. Михайличенко О. В. Украинское народоведение: очерки об Украине и украинцах / О. В. Мхайличенко — Lambert Academic Publishing (LAP), 2015. — 235 с.
2. Михайличенко О. В. Українознавство: оповіді про Україну та українців / О. В. Михайличенко — LAP LAMBERT Academic Publishing, 2015. — 213 p.
3. Михайличенко О. В. Музыкальная дидактика и музыкальное воспитание: теория / О. В. Михайличенко — LAP LAMBERT Academic Publishing, 2015. — 48 с.
4. Михайличенко О. В. Основы музыкальной педагогики: учебное пособие для студентов музыкальных специальностей / О. В. Михайличенко — LAP LAMBERT Academic Publishing, 2014. — 197 с.
5. Михайличенко О. В. Історія науки і техніки: Навчальний посібник / Михайличенко О. В. [Текст з іл.] — Суми: СумДПУ, 2013. — 346 с.[http://chtyvo.org.ua/authors/Mykhailychenko_Oleh/Istoriia_nauky_i_tekhniky]
6. Михайличенко О. В. Суспільно-політичні та гуманітарні науки: історія, теорія та методика навчання / Навчальний посібник для студентів вищих навчальних закладів [Текст з іл., передмова М. Б. Євтух]. — Суми: СумДПУ ім. А. С. Макаренка, 2011. — 347 с.
7. Михайличенко О. В. Основы общей и музыкальной педагогики: теория и история: Учебное пособие. / Изд. второе. Доп. и перераб. — Сумы: Издд. «Козацький вал», 2009. — 211 с. (Гриф МОН Украины, (письмо № 14/18-Г-2206 від 27.10.2008)
8. Михайличенко О. В. Методика викладання суспільних дисциплін у вищій школі: Навчальний посібник. / Вид. друге. Доп. та перероблене.. — Суми, СумДПУ, 2009. — 122 с. (Гриф МОН України, лист № 14/18-Г-2097 від 09.10.2008)
9. Михайличенко О. В. Нариси з історії музично-естетичного виховання молоді в Україні (друга половина ХІХ — початок ХХ ст.) — К.: Видавн. центр КНЛУ, 1999. — 238 с.
10. Михайличенко О. В. Основи методики викладання суспільних дисциплін у вищій школі: Навчальний посібник. — Суми: «Мрія-1», 2006. — 104 с.
11. Музично-педагогічна діяльність українських композиторів і виконавців другої половини ХІХ — початку ХХ ст.: Історичні нариси. — Суми: «Мрія-1», 2005. — 102 с.
12. Михайличенко О. В. Освіта і виховання в Японії та Китаї: історико-теоретичний аспект. — Суми: «Наука», 1997. — 122 с.
13. Михайличенко О. В. З історії освіти і естетичного виховання молоді в Україні: Нарис. — Суми: Видавництво «Наука», 1999. — 42 с.
14. Михайличенко О. В. Система освіти у сучасному Китаї. — Суми, ВВП «Мрія-1» ЛТД, 1997. — 67 с. (у співавторстві з Шретсха О. О.).
15. Михайличенко О. В. Система освіти у сучасній Японії. — К,: КДЛУ, 1997. — 44 с. (у співавторстві з Репетюк Н. С.)
16. Михайличенко О. В. Моральне виховання учнів у сучаній Японії. —К,: КДЛУ, 1997. — 67 с. (у співавторстві з Трихлібом А. С.).
17. Михайличенко О. В. Из истории возникновения и развития науки как формы общественного сознания / Философские аспекты современной науки и международных отношений: монография / Общая редакция — проф. Олег Михайличенко. Бо Бассен / Германия: LAP LAMBERT Academic Publishing, 2021. С.4-1.
18. Mikhailychenko O.V. Topical issues of higher humanitarian and art education: History, theory, practice. Monograph edited by prof. Oleh Mikhailychenko. Bo Basen / Germany. LAP LAMBERT Academic Publishing. 2021. Р.225-233.
19. Mikhailychenko O.V. Topical issues of higher humanitarian and art education: History, theory, practice. Monograph edited by prof. Oleh Mikhailychenko. Bo Basen / Germany. LAP LAMBERT Academic Publishing. 2021. P.225-231.
20. Mikhailychenko Oleh Problems of theory and methodology work of higher education in Ukraine: Monograph edited by prof. Oleg Mikhailychenko. Beau Bassin / Germany: LAP LAMBERT Academic Publishing. 2022. P.208-218.
21. Mikhailychenko Oleg. Theoretical issues of Ukrainian culture and music art. Monograph edited by prof. Oleg Mikhailychenko. Beau Bassin / Germany: LAP LAMBERT Academic Publishing. 2022. Р.139-153.
22. Михайличенко О. В. Історія з історії науки і техніки: Навчальний посібник / East Finchley London, GlobeEdit, 2023. 346 с.